# Sha'erhure
Sha'erhure (kinesiska: 沙尔呼热, 沙尔呼热镇) är en köping i Kina. Den ligger i den autonoma regionen Inre Mongoliet, i den norra delen av landet, omkring 820 kilometer nordost om regionhuvudstaden Hohhot.
Genomsnittlig årsnederbörd är 635 millimeter. Den regnigaste månaden är juli, med i genomsnitt 176 mm nederbörd, och den torraste är februari, med 4 mm nederbörd.